# Simon Gröger
Simon Gröger (* 10. April 1985 in Stuttgart) ist ein deutscher parteiloser Politiker. Seit 2021 ist er Oberbürgermeister von Radolfzell am Bodensee.

## Leben
Gröger wuchs im Landkreis Ludwigsburg auf und legte 2005 sein Abitur am Friedrich-Schiller-Gymnasium in Marbach am Neckar ab. Anschließend leistete er bis 2006 Zivildienst in der Tagespflege des Arbeiter-Samariter-Bundes in Ludwigsburg. Von 2006 bis 2009 studierte er Wirtschaftswissenschaften an der Universität Hohenheim und schloss dieses mit Studium mit dem Bachelor of Science ab. 
Von 2009 bis 2016 arbeitete er als Projektleiter im Bereich Städtebau bei der Wüstenrot Haus- und Städtebau GmbH in Ludwigsburg. Anschließend war von 2016 bis 2021 in der Wirtschaftsförderung der Stadt Tuttlingen tätig.
Am 17. Oktober 2021 erzielte er im ersten Wahlgang der Oberbürgermeisterwahl in Radolfzell 83,32 % der Stimmen. Er wurde dabei von der Freien Grünen Liste, der CDU und der SPD unterstützt und konnte sich gegen Amtsinhaber Martin Staab durchsetzen. Er trat sein Amt am 1. Dezember 2021 an. 
Am 9. Juni 2024 wurde Gröger auf der Liste der CDU in den Kreistag des Landkreises Konstanz gewählt.

## Privates
Gröger ist verheiratet, hat zwei Kinder und ist evangelisch. Vor seiner Wahl zum Oberbürgermeister von Radolfzell wohnte er in Wurmlingen.